# Arts plastiques au IIe siècle
Arts plastiques au Ier siècle - Arts plastiques au IIe siècle - Arts plastiques au IIIe siècle
Chronologie des arts plastiques

## Événements
- Vers 105 : invention du papier par l'eunuque chinois Cai Lun, qui le présente à l'empereur Hedi de la dynastie Han[1].
- Vers 120-180 : activité des ateliers céramiques gallo-romains d'Argonne[2].
- Vers 130-235/260 : centre de production de céramique sigillée établi à Rheinzabern, près de la frontière du Rhin[2].
- 139 : mosaïque des thermes de Neptune à Ostie[3].

- Vers 150 : mosaïques de Jonvelle (Haute-Saône, seconde moitié du siècle)[4] et des Masques à Vienne (après 137)[5].
- Vers 176 : statue équestre de Marc Aurèle à Rome[6].
- 176-192 : érection à Rome sur le Campus Martius d'une colonne commémorant les guerres conduites par Marc Aurèle sur le front du Danube[7].

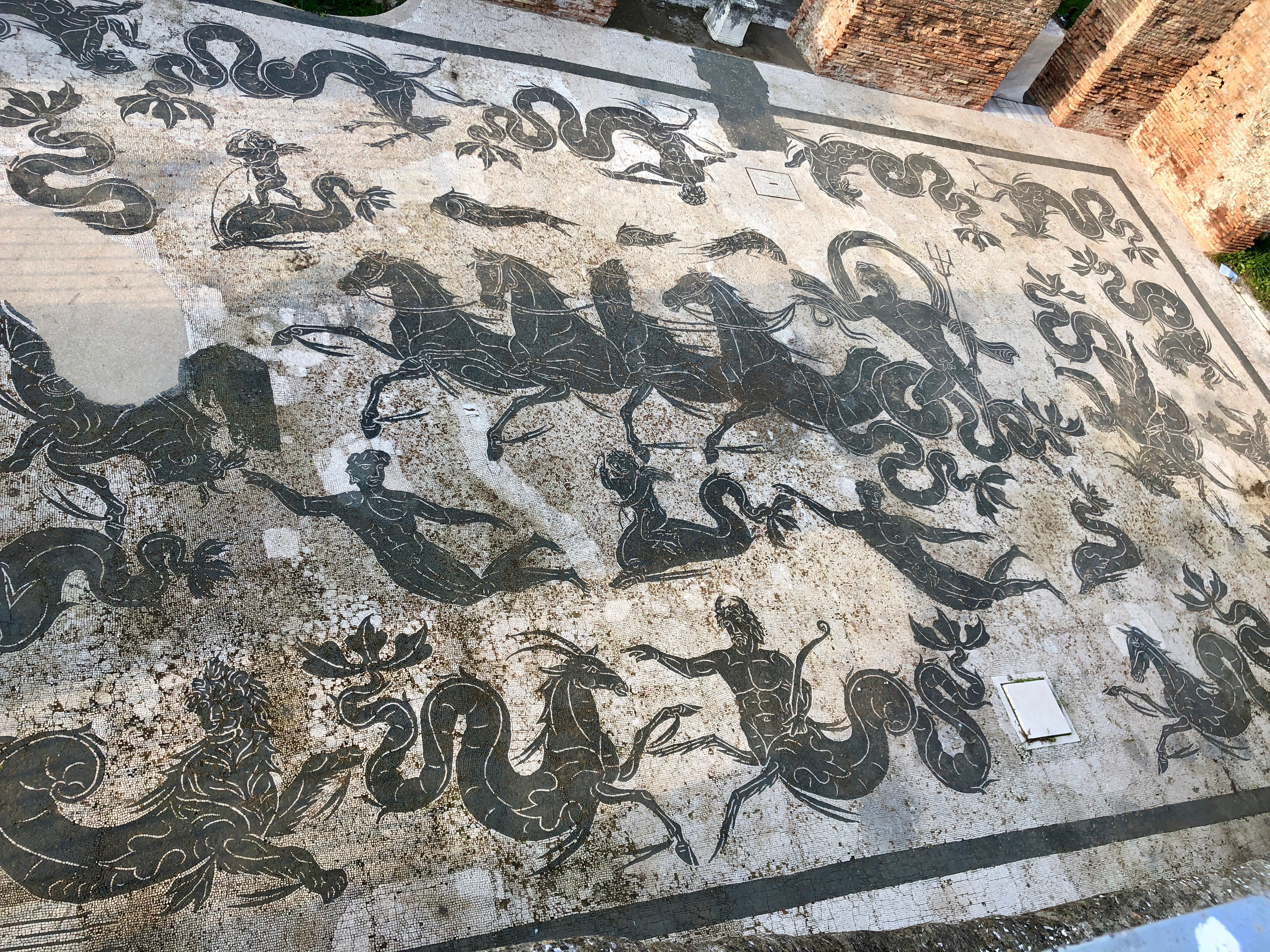
Mosaïque des thermes de Neptune (Ostie) (it)
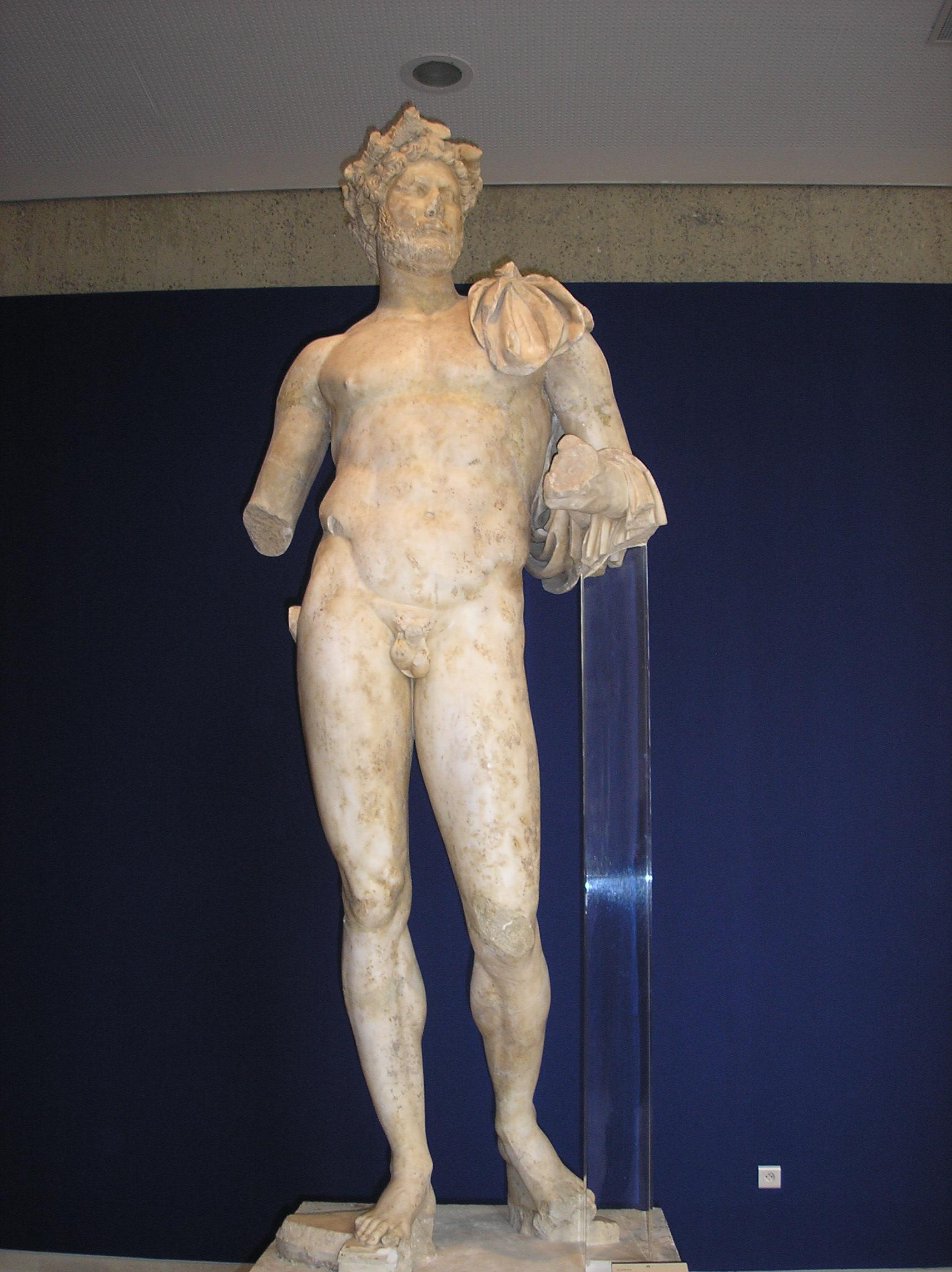
Statue de l’empereur Hadrien nu à Vaison-la-Romaine.
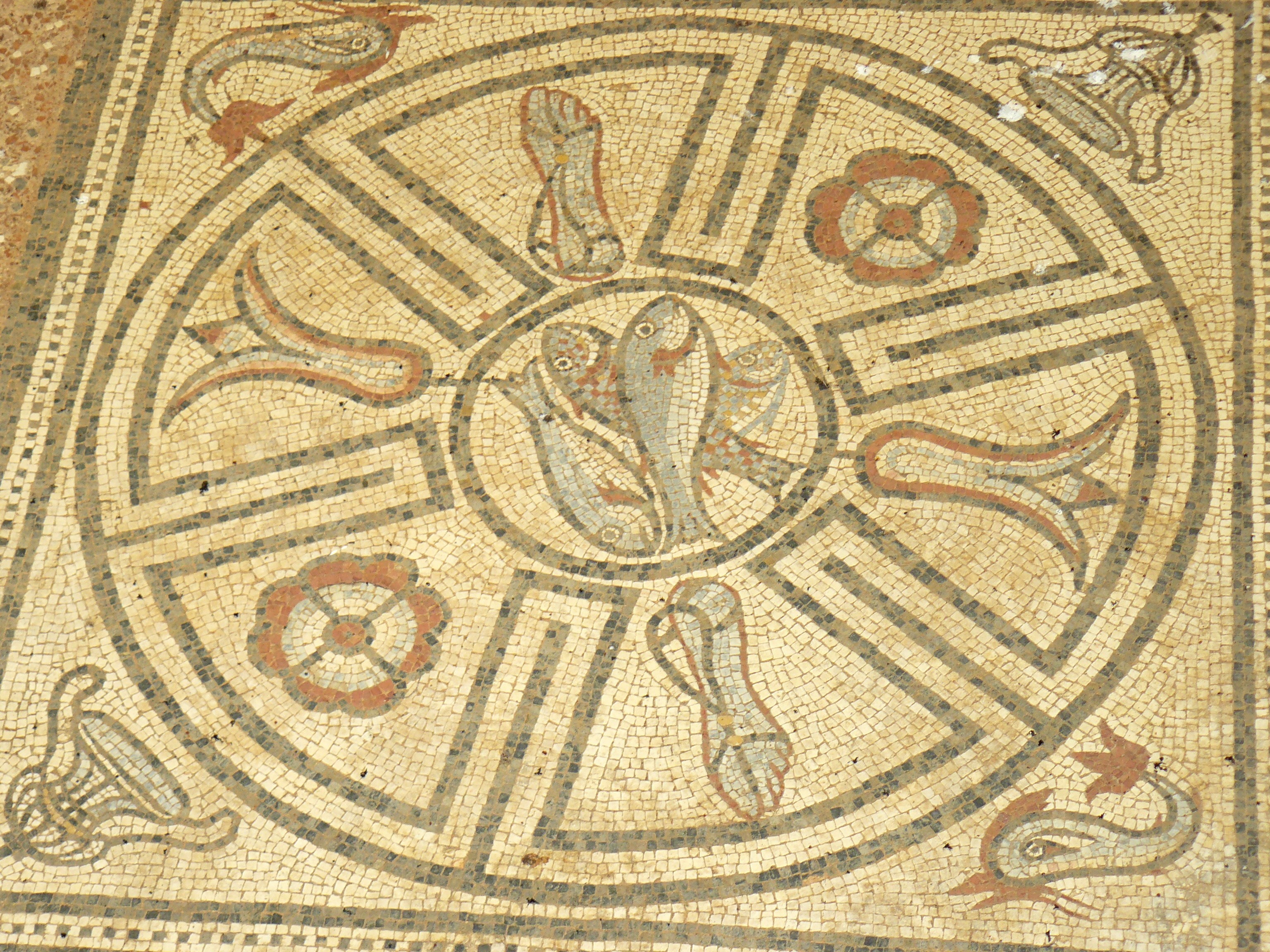
Mosaïque de Jonvelle.
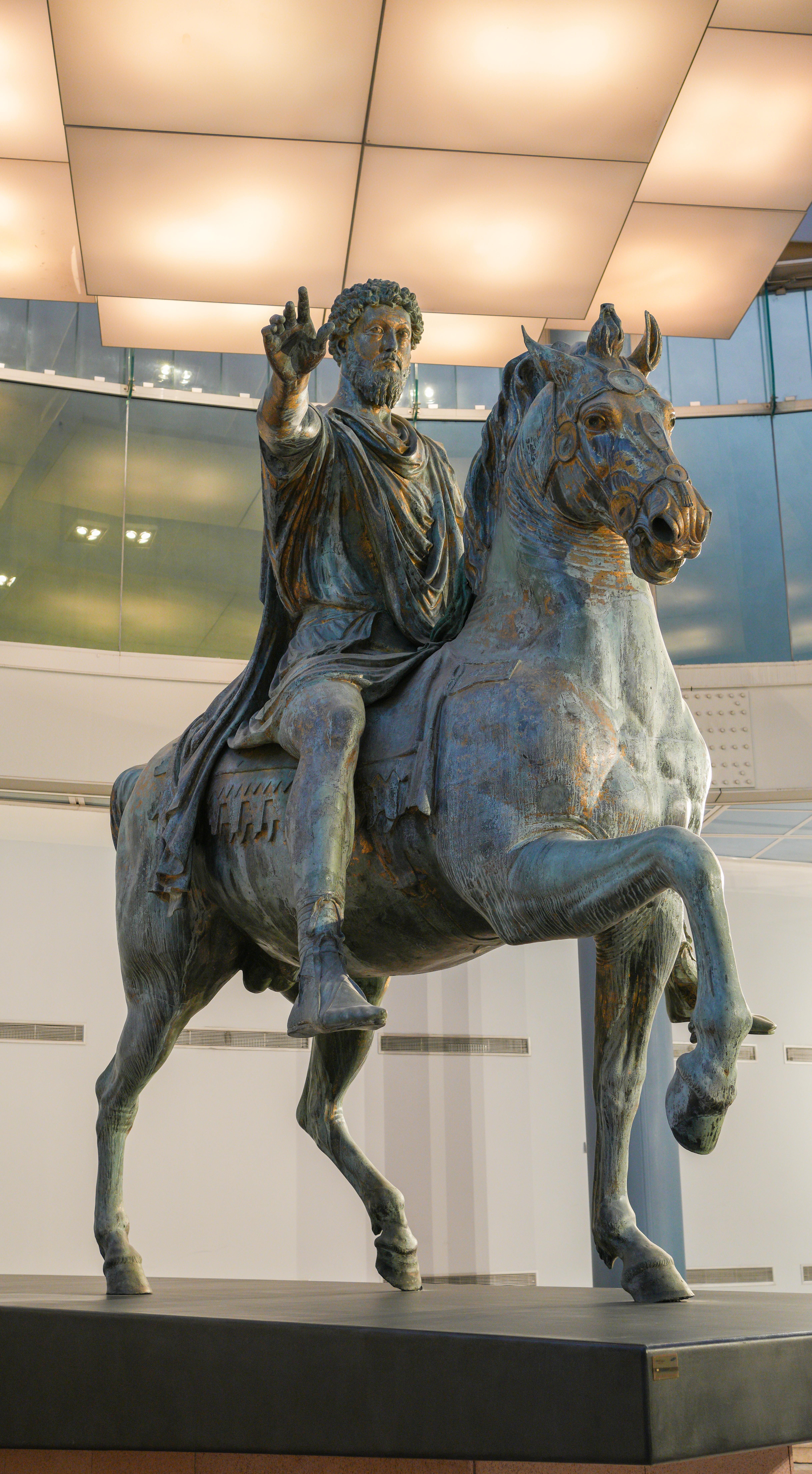
Statue équestre de Marc Aurèle.

- Art gréco-bouddhique du Gandhara, fusion entre art grec et art indien. Sculpture de Mathura.